# Гогибедашвили, Нугзар Владимирович
Гогибедашвили, Нугзар Владимирович (груз. ნუგზარ გოგიბერაშვილი; 18 декабря 1939 или 9 февраля 1939, Тбилиси — 26 февраля 2021, Тбилиси) — советский борец вольного стиля, чемпион и призёр чемпионатов СССР, мастер спорта СССР (1957). Стал заниматься борьбой в 1953 году. Участвовал в семи чемпионатах СССР (1957—1964 годы). Выступал в полутяжёлой весовой категории (до 97 кг). Его тренером был Шалва Нозадзе.

## Спортивные результаты
- Чемпионат СССР по вольной борьбе 1962 года — ;
- Чемпионат СССР по вольной борьбе 1964 года — ;
- Азиатские игры «GANEFO», Джакарта, 1963 год — .